# Иловайский (Ростовская область)
Иловайский — хутор в Зимовниковском районе Ростовской области. Входит в состав Кутейниковского сельского поселения.
Основан как станица Иловайская в 1877 году
Население — 394 (2010)

## История
Основан как станица Иловайская в 1877 году (по другим данным, в 1879 году) из Рынценовой (Зюнгарской) сотни Нижнего улуса Калмыцкого округа Области войска Донского. Названа по имени атамана А. В. Иловайского (1821—1822). С 1884 года — в составе Сальского округа Области войска Донского.
Однако фактически переход калмыцкого населения к оседлости начался ещё середине XIX века. Начало оседлости можно установить в «Списке населённых мест по сведениям 1859 года». Там впервые упоминается хурул и двадцать три обывательских домов в Рынценовой калмыцкой сотне (первая сотня Нижнего улуса). Всего в сотне кочевало 633 кибитки, проживало 2403 человека.
Согласно данным первой Всероссийской переписи населения 1897 года в станице Иловайской проживало всего 940 человек, в том числе 30 при хуруле. В юрт станицы входили хутора Васильевский, Зундовский, Харсалаевский и 4 временных поселений (Андриановское, Верхоломовское, Нижне- и Верхне-Зундовское). Всего в юрте станицы проживало около 3700 человек.
Вероятно вследствие сокращения населения в результате Гражданской войны к концу 1920-х станица была преобразована в хутор. В результате Гражданской войны калмыцкое население станицы резко сократилось. Согласно первой Всесоюзной переписи населения 1926 года население хутора составило 828 человек, из них украинцев — 761. Калмыки в хуторе не проживали.
В 1929 году в Иловайском организован колхоз «Сальская степь». В более поздних документах населённый пункт вновь значится в документах как станица Иловайская. С 1929 по 1944 годы станица входила в состав Калмыцкого района Ростовской области, являлся центром Иловайского сельсовета. В марте 1944 года калмыцкое население было депортировано, Калмыцкий район была упразднён, станица включена в состав Зимовниковского района Ростовской области. С 1951 года значится как хутор Иловайский Кутейниковского сельсовета.
В 1956 году хутор стал отделением колхоза имени XX съезда КПСС.

## География
Хутор расположен на западе Зимовниковского района в пределах Ергенинской возвышенности (Сальско-Манычская гряда), являющейся частью Восточно-Европейской равнины, на левом берегу реки Большая Куберле, напротив станицы Кутейниковской. С запада хутор обходит Верхнесальский канал. Средняя высота над уровнем моря — 37 м. Почвы — тёмно-каштановые.
По автомобильной дороге расстояние до Ростова-на-Дону составляет 250 км, до ближайшего города Волгодонск — 48 км, до районного центра посёлка Зимовники — 33 км, до административного центра сельского поселения станицы Кутейниковской — 3 км.

### Климат
Климат умеренный континентальный (согласно классификации климатов Кёппена-Гейгера — Dfa). Среднегодовая температура воздуха положительная и составляет + 9,5 °C, средняя температура самого холодного месяца января — 4,8 °C, самого жаркого месяца июля + 23,7 °C. Расчётная многолетняя норма осадков — 442 мм. Наименьшее количество осадков выпадает в марте (норма — 29 мм), наибольшее в июне (45 мм).
Часовой пояс
Иловайский, как и вся Ростовская область, находится в часовой зоне МСК (московское время). Смещение применяемого времени относительно UTC составляет +3:00.

## Население
Динамика численности населения
| 1897 | 1915 | 1926 | 2002 |
| ---- | ---- | ---- | ---- |
| 940  | 804  | 828  | 365  |

| 2010 |
| ---- |
| 394  |

## Уличная сеть
- ул. Казачья,
- ул. Крайняя,
- ул. Молодёжная,
- ул. Набережная,
- ул. Речная,
- пер. Солнечный,
- пер. Школьный.